# Intermezzo II
Intermezzo II es el segundo EP de la banda noruega de black metal, Satyricon.

## Lista de canciones
1. «Moment of Clarity» – 6:40
2. «I.N.R.I.» – 2:10 (At 251 BPM) (Sarcófago cover)
3. «Nemesis Divina» – 5:15 (Clean Vision Mix)
4. «Blessed from Below: Melancholy/Oppression/Longing» – 6:03

## Miembros
- Satyr - Guitarra, bajo, teclado, voces
- Frost - Batería
- Sanrabb - Guitarra en "A Moment Of Clarity" e "INRI"
- Ingar Amlien - Bajo en "A Moment Of Clarity" e "INRI"
- Vegard Blomberg - Sintetizador en "A Moment Of Clarity" e "INRI"